# Classe ATC M09
La classe ATC M09, dénommée « Autres médicaments des désordres musculo-squelettiques », est un sous-groupe thérapeutique de la classification anatomique, thérapeutique et chimique, développée par l'OMS pour classer les médicaments et autres produits médicaux. La classe ATC vétérinaire correspondante dans la classification ATCvet est QM09. Le sous-groupe présenté ici est celui établi par l'OMS, et peut donc différer des versions dérivées utilisées dans certains pays. Il fait partie du groupe anatomique M de la classification, intitulé « Système musculo-squelettique ».

## M09A Autres médicaments des désordres musculo-squelettiques

### M09AA Quinines et dérivés
M09AA01 Hydroquinine
M09AA72 Quinine, associations avec psycholeptiques

### M09AB Enzymes
M09AB01 Chymopapaïne (en)
M09AB02 Collagénase clostridium histolyticum (en)
M09AB03 Bromélaïnes
M09AB52 Trypsine, associations

### M09AX Autres médicaments des désordres musculo-squelettiques
M09AX01 Acide hyaluronique
M09AX02 Chondrocytes autologues
M09AX03 Ataluren
M09AX04 Drisapersen
M09AX05 Acide acéneuramique
M09AX06 Étéplirsen
M09AX07 Nusinersen
QM09AX99 Associations